# Saint-Mitre-les-Remparts
Saint-Mitre-les-Remparts est une commune française, située dans le département des Bouches-du-Rhône en région Provence-Alpes-Côte d'Azur. Ses habitants sont appelés les Saint-Mitréens.

## Géographie
Les communes limitrophes sont Fos-sur-Mer, Istres, Martigues, Port-de-Bouc et Berre-l'Étang.

### Communes limitrophes
| Istres          | Étang de Berre           | Étang de Berre |
| Fos-sur-Mer     | Saint-Mitre-les-Remparts | Étang de Berre |
| Étang du Pourra | Port-de-Bouc             | Martigues      |

### Climat
Pour des articles plus généraux, voir Climat de Provence-Alpes-Côte d'Azur et Climat des Bouches-du-Rhône.
En 2010, le climat de la commune est de type climat méditerranéen franc, selon une étude du Centre national de la recherche scientifique s'appuyant sur une série de données couvrant la période 1971-2000. En 2020, Météo-France publie une typologie des climats de la France métropolitaine dans laquelle la commune est exposée à un climat méditerranéen et est dans la région climatique  Provence, Languedoc-Roussillon, caractérisée par une pluviométrie faible en été, un très bon ensoleillement (2 600 h/an), un été chaud (21,5 °C), un air très sec en été, sec en toutes saisons, des vents forts (fréquence de 40 à 50 % de vents > 5 m/s) et peu de brouillards. 
Pour la période 1971-2000, la température annuelle moyenne est de 14,8 °C, avec une amplitude thermique annuelle de 16,1 °C. Le cumul annuel moyen de précipitations est de 579 mm, avec 5,6 jours de précipitations en janvier et 1,6 jours en juillet. Pour la période 1991-2020, la température moyenne annuelle observée sur la station météorologique de Météo-France la plus proche, « Cap Couronne », sur la commune de Martigues à 6 km à vol d'oiseau, est de 15,9 °C et le cumul annuel moyen de précipitations est de 516,8 mm. 
La température maximale relevée sur cette station est de 39,4 °C, atteinte le 7 juillet 1982 ; la température minimale est de −10,5 °C, atteinte le 12 janvier 1987,,. 
| Mois                                  | jan.             | fév.            | mars          | avril           | mai           | juin            | jui.            | août            | sep.            | oct.            | nov.          | déc.            | année      |
| ------------------------------------- | ---------------- | --------------- | ------------- | --------------- | ------------- | --------------- | --------------- | --------------- | --------------- | --------------- | ------------- | --------------- | ---------- |
| Température minimale moyenne (°C)     | 5,8              | 5,3             | 8,2           | 10              | 14,1          | 17,5            | 19,8            | 20,3            | 16,5            | 13,9            | 9,1           | 6,5             | 12,3       |
| Température moyenne (°C)              | 8,7              | 8,8             | 11,9          | 13,9            | 18            | 21,8            | 24,2            | 24,8            | 20,5            | 17              | 12            | 9,3             | 15,9       |
| Température maximale moyenne (°C)     | 11,6             | 12,3            | 15,6          | 17,8            | 21,8          | 26,1            | 28,6            | 29,1            | 24,4            | 20,1            | 14,9          | 12,1            | 19,5       |
| Record de froid (°C) date du record   | −10,5 12.01.1987 | −8,6 04.02.1963 | −7 07.03.1971 | 1 15.04.1973    | 5 04.05.1967  | 8,1 02.06.1962  | 12 17.07.00     | 11,8 30.08.1986 | 7,4 21.09.1977  | 2,2 31.10.1997  | −3 27.11.1989 | −9,4 27.12.1962 | −10,5 1987 |
| Record de chaleur (°C) date du record | 21 28.01.02      | 20,8 18.02.1998 | 26 30.03.1976 | 28,4 27.04.1984 | 32 28.05.1997 | 36,8 16.06.1981 | 39,4 07.07.1982 | 37,8 13.08.1998 | 34,2 07.09.1988 | 31,5 02.10.1997 | 23 11.11.1984 | 19,4 29.12.1974 | 39,4 1982  |
| Précipitations (mm)                   | 47,2             | 28,5            | 21,7          | 55              | 36,4          | 19,5            | 6,8             | 20,3            | 95,8            | 80              | 61,5          | 44,1            | 516,8      |

| Diagramme climatique                                  |             |             |          |              |              |             |          |              |            |             |             |
| J                                                     | F           | M           | A        | M            | J            | J           | A        | S            | O          | N           | D           |
| 11,65,847,2                                           | 12,35,328,5 | 15,68,221,7 | 17,81055 | 21,814,136,4 | 26,117,519,5 | 28,619,86,8 | 29,120,3 | 24,416,595,8 | 20,113,980 | 14,99,161,5 | 12,16,544,1 |
| Moyennes : • Temp. maxi et mini °C • Précipitation mm |             |             |          |              |              |             |          |              |            |             |             |

Les paramètres climatiques de la commune ont été estimés pour le milieu du siècle (2041-2070) selon différents scénarios d'émission de gaz à effet de serre à partir des nouvelles projections climatiques de référence DRIAS-2020. Ils sont consultables sur un site dédié publié par Météo-France en novembre 2022.

## Urbanisme

### Typologie
Au 1er janvier 2024, Saint-Mitre-les-Remparts est catégorisée ceinture urbaine, selon la nouvelle grille communale de densité à 7 niveaux définie par l'Insee en 2022.
Elle appartient à l'unité urbaine de Marseille-Aix-en-Provence, une agglomération inter-départementale dont elle est une commune de la banlieue,. Par ailleurs la commune fait partie de l'aire d'attraction de Marseille - Aix-en-Provence, dont elle est une commune de la couronne,. Cette aire, qui regroupe 115 communes, est catégorisée dans les aires de 700 000 habitants ou plus (hors Paris),.
La commune, bordée par la mer Méditerranée, est également une commune littorale au sens de la loi du 3 janvier 1986, dite loi littoral. Des dispositions spécifiques d’urbanisme s’y appliquent dès lors afin de préserver les espaces naturels, les sites, les paysages et l’équilibre écologique du littoral, tel le principe d'inconstructibilité, en dehors des espaces urbanisés, sur la bande littorale des 100 mètres, ou plus si le plan local d’urbanisme le prévoit.

### Occupation des sols
L'occupation des sols de la commune, telle qu'elle ressort de la base de données européenne d’occupation biophysique des sols Corine Land Cover (CLC), est marquée par l'importance des forêts et milieux semi-naturels (56,2 % en 2018), une proportion identique à celle de 1990 (56,2 %). La répartition détaillée en 2018 est la suivante : 
forêts (30,2 %), milieux à végétation arbustive et/ou herbacée (26 %), zones urbanisées (17,8 %), zones agricoles hétérogènes (10,3 %), eaux continentales (6,5 %), prairies (4,7 %), zones humides intérieures (2,5 %), zones industrielles ou commerciales et réseaux de communication (1,9 %), eaux maritimes (0,1 %). L'évolution de l’occupation des sols de la commune et de ses infrastructures peut être observée sur les différentes représentations cartographiques du territoire : la carte de Cassini (XVIIIe siècle), la carte d'état-major (1820-1866) et les cartes ou photos aériennes de l'IGN pour la période actuelle (1950 à aujourd'hui).

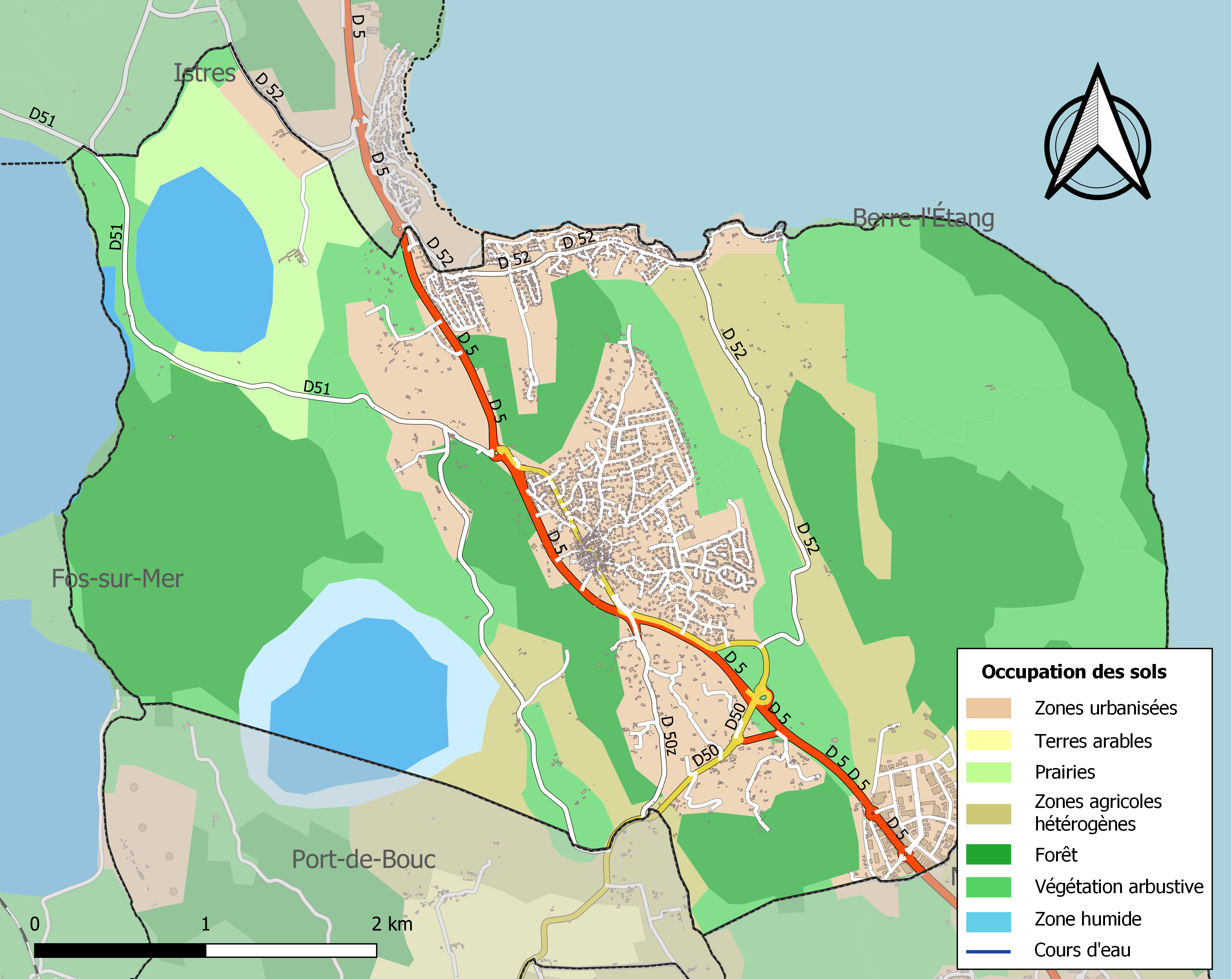
Carte des infrastructures et de l'occupation des sols de la commune en 2018 (CLC).

## Toponymie
La commune est nommée en occitan provençal: Sant Mitre dei Barris selon la norme classique ou Sant Mitre di Barri  selon la norme mistralienne.
Mitre est un saint catholique, né à Thessalonique, en Grèce, en 433. Il est mort à Aix-en-Provence en 466 où il était vigneron après avoir été martyrisé. La légende raconte qu’il eut la tête coupée et que «ce martyr n’eut pas sitôt la tête coupée qu’il se leva, prenant  sa tête entre ses mains, et marcha vers l’église cathédrale» où il déposa sa tête sur le marchepied du maître autel. Saint Mitre est honoré le 13 novembre.
En Provence, plusieurs communes sont placées sous son patronage. Il nous rappelle qu’il y a quelques siècles cet homme jouissait d’une grande popularité dans le milieu viticole et que se mettre sous sa protection ne pouvait qu’assurer l’intervention rapide de la grâce divine.

## Histoire
Il existait dans l'antiquité un oppidum celto-ligure, aujourd'hui oppidum de Saint-Blaise. Les étrusques y installèrent un comptoir
La fondation de Saint-Mitre ou du moins celle du Castrum Sancti Mitrii (château fort de Saint-Mitre) remonte à l’époque où la ville voisine d’Ugium (aujourd’hui Saint-Blaise) fut saccagée par les troupes sarrasines, sans doute vers le IXe siècle. C’était alors sans doute une simple tour en bois : il n’en subsiste aucun vestige. Il faut attendre le XIIe siècle pour que soit mentionné le Castrum de Saint-Mitre et le XIIIe siècle pour que soit construit un château plus solide en pierres, qui est alors la propriété de l’archevêque d’Arles.
Vers 1395, la région est pillée par des brigands menés par le seigneur des Baux, Raymond de Turenne. Le bourg de Castelveyre, construit sur les ruines d’Ugium, est détruit : les habitants se réfugient au château de Saint-Mitre. La place forte se développe alors, l’archevêque autorise la population à agrandir le château et à étendre les fortifications. Au château du XIIIe siècle sont ajoutés de nouveaux remparts de 12 m de haut et 1,5 m d’épaisseur, construits en 1407.
Malgré les modifications subies au fil des ans, ils existent encore dans leur quasi-totalité aujourd’hui, seuls vestiges de ce XVe siècle.
Les richesses de la ville provenaient de la culture du blé, de la vigne et principalement de l’olivier et de la commercialisation de l’huile d’olive, le sel et le vermillon (ou kermès) assurant la prospérité des familles saint mitrenques. Cette prospérité culmina au XVIIe siècle comme l’attestent les détails architecturaux qui subsistent sur les maisons à l’intérieur des remparts. Le bourg éclate et, bien que l’on conserve les fortifications, on assiste à l’apparition de nouveaux quartiers qui constitueront les faubourgs. Cette évolution extra muros sera due à la prospérité du village ainsi qu’à l’augmentation de sa population (1 080 personnes en 1621, 1 325 en 1787). Mais le XVIIIe siècle annonça le début de la phase de déclin de Saint-Mitre : destruction par le gel de la quasi-totalité des oliviers pendant le terrible hiver de 1709 et épidémies de peste (1620, 1720).

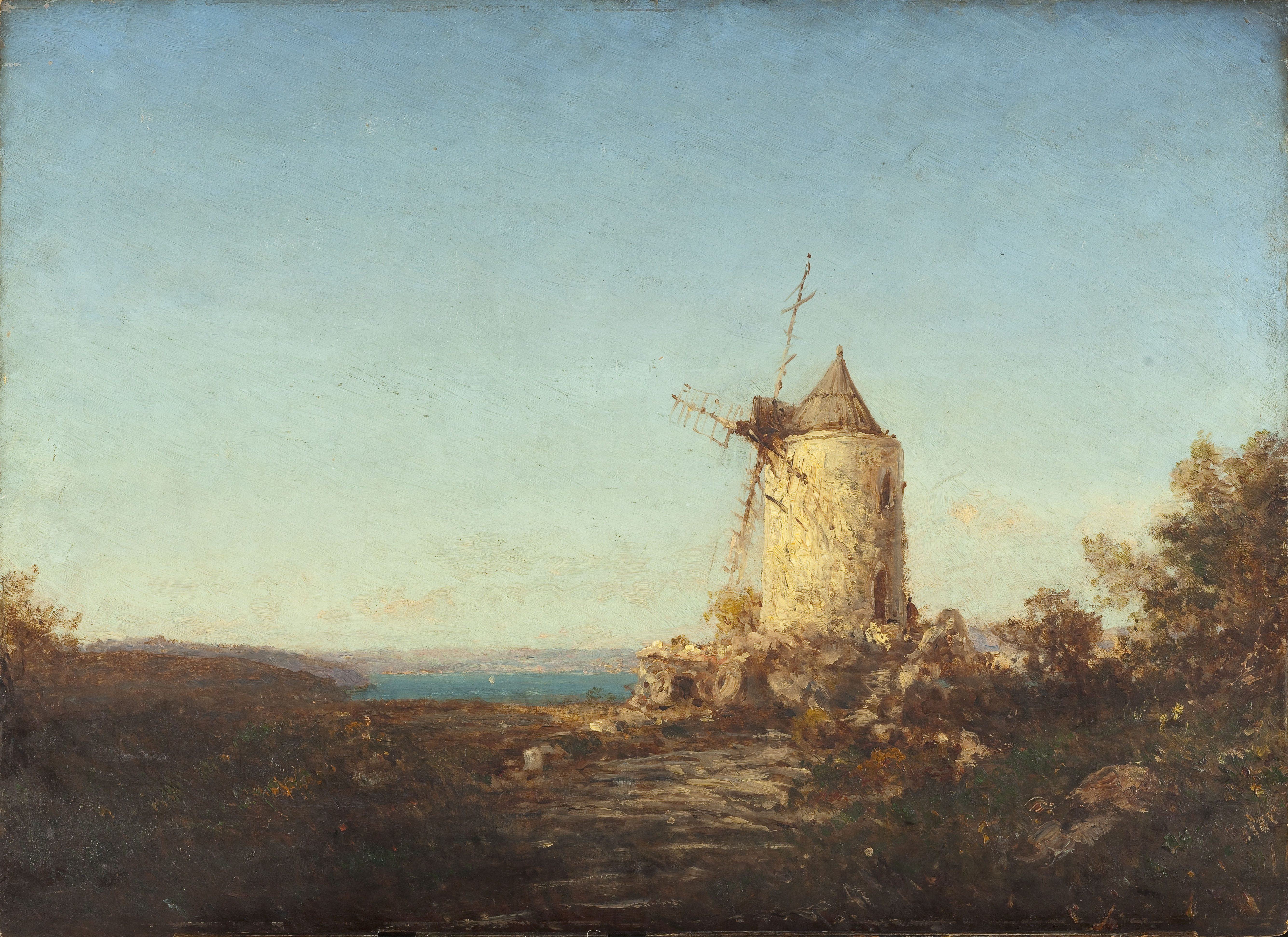
Moulin de Saint-Mitre, près de Martigues
Félix Ziem, 1890-1895
Petit Palais, Paris

Le XIXe siècle voit le déclin économique du village. La population quitte peu à peu Saint-Mitre et rejoint les villes voisines soumises à l’essor lié au début de l’industrialisation. Les habitants ne sont plus que 630 dans les années 1950.
Il faudra attendre les années 1960-70 pour assister au redéploiement du village favorisé par les implantations industrielles de Fos-sur-Mer et le développement de la pétrochimie.
Un nouvel essor pour Saint-Mitre qui voit, depuis 1965, sa population s’accroître régulièrement et harmonieusement pour atteindre 5 467 habitants en 2008.

## Politique et administration

### Liste des maires
| Période                                  | Période                       | Identité                        | Étiquette    | Qualité |
| ---------------------------------------- | ----------------------------- | ------------------------------- | ------------ | --- |
| Les données manquantes sont à compléter. |                               |                                 |              | |
| 1957                                     | mars 1989                     | Marius Fournier (1925-1995)     | PCF          | Ajusteur, syndicaliste |
| mars 1989                                | 5 avril 2012                  | Christian Beuillard (1934-2024) | DVD puis UMP | Ancien ingénieur Vice-président de la CA du Pays de Martigues (? → 2012) Réélu en 1995, 2001, 2008 et 2009 Démissionnaire pour raisons personnelles |
| 5 avril 2012                             | 3 juillet 2020                | Béatrice Aliphat                | DVD          | Ingénieure Conseillère régionale de Provence-Alpes-Côte d'Azur (2015 → 2021) Réélue en 2013 et 2014                                                 |
| 3 juillet 2020                           | En cours (au 8 novembre 2022) | Vincent Goyet                   | DVD          | Cadre Conseiller départemental d'Istres (2022 → )                                                                                                   |

## Population et société

### Démographie
L'évolution du nombre d'habitants est connue à travers les recensements de la population effectués dans la commune depuis 1793. Pour les communes de moins de 10 000 habitants, une enquête de recensement portant sur toute la population est réalisée tous les cinq ans, les populations de référence des années intermédiaires étant quant à elles estimées par interpolation ou extrapolation. Pour la commune, le premier recensement exhaustif entrant dans le cadre du nouveau dispositif a été réalisé en 2008.

En 2022, la commune comptait 5 996 habitants, en évolution de +2,06 % par rapport à 2016 (Bouches-du-Rhône : +2,48 %, France hors Mayotte : +2,11 %).
| 1793 | 1800 | 1806 | 1821  | 1831  | 1836  | 1841  | 1846  | 1851  |
| ---- | ---- | ---- | ----- | ----- | ----- | ----- | ----- | ----- |
| 988  | 883  | 922  | 1 101 | 1 145 | 1 206 | 1 224 | 1 051 | 1 089 |

| 1856  | 1861  | 1866  | 1872 | 1876 | 1881 | 1886 | 1891 | 1896 |
| ----- | ----- | ----- | ---- | ---- | ---- | ---- | ---- | ---- |
| 1 044 | 1 112 | 1 055 | 984  | 940  | 898  | 712  | 514  | 489  |

| 1901 | 1906 | 1911 | 1921 | 1926 | 1931 | 1936 | 1946 | 1954 |
| ---- | ---- | ---- | ---- | ---- | ---- | ---- | ---- | ---- |
| 499  | 435  | 457  | 412  | 423  | 405  | 430  | 405  | 667  |

| 1962  | 1968  | 1975  | 1982  | 1990  | 1999  | 2006  | 2008  | 2013  |
| ----- | ----- | ----- | ----- | ----- | ----- | ----- | ----- | ----- |
| 1 029 | 1 411 | 3 327 | 4 297 | 5 139 | 5 458 | 5 362 | 5 372 | 5 870 |

| 2018  | 2022  | - | - | - | - | - | - | - |
| ----- | ----- | - | - | - | - | - | - | - |
| 5 800 | 5 996 | - | - | - | - | - | - | - |

### Manifestations culturelles et festivités
En mai 2010, la commune accueille le 108e congrès de la Fédération photographique de France.
En 2016 est organisé pour la première fois le Festival International du Cinéma Indépendant à l'initiative du réalisateur Emmanuel Saez, Saint-Mitréen qui a déjà créé plusieurs courts, moyens et longs métrages dans les environs.
.http://www.smr13filmfestival.com/

### Enseignement
La commune possède deux groupes scolaires. La plupart des collégiens vont au collège Alphonse-Daudet à Istres. Pour le lycée, les plus proches sont à Istres ou Miramas. Pour l'enseignement supérieur, les facultés les plus proches sont celles d'Aix-Marseille Université.

### Personnalités liées à la commune
- Charles Rostaing (1904-1999), linguiste français, écrivain, spécialiste de l'œuvre de Frédéric Mistral, Capoulié du Félibrige de 1956 à 1962, grand-père du biographe Alain Wodrascka, décédé à Saint-Mitre-les-Remparts où il avait séjourné pendant une grande partie de sa vie et où il s’était installé après avoir pris sa retraite en 1974. C'est grâce à lui que l'expression « Les Remparts » a été rattachée au nom de la commune de Saint-Mitre.
- Louis Brauquier, né à Marseille le 14 août 1900 et décédé à Paris le 7 septembre 1976, est un écrivain et poète français. Sa poésie est tournée tout entière vers le monde maritime. Il passa une partie de son enfance à Saint-Mitre-les-Remparts et y revint prendre sa retraite.

### Héraldique
| Armes de Saint-Mitre-les-Remparts | Les armes peuvent se blasonner ainsi : D'azur à une crosse d'or en pal accostée de deux fleurs de lis du même. Les premières armoiries connues de Saint-Mitre-les-Remparts remontent seulement au XVIe siècle. Elles furent enregistrées au Parlement d’Aix pour la somme de 20 livres en 1551. En termes d’héraldique, l’écu se lit d’azur, à une crosse d’or en pal, accostée de deux fleurs de lis, du même. C'est-à-dire que le fond du blason est bleu ciel, au centre se trouve une crosse d’archevêque couleur or, de chaque côté deux fleurs de lis or. La signification des armoiries est liée à l’histoire même du village. Les couleurs bleu et or sont les couleurs de la ville d’Arles car Saint-Mitre-les-Remparts fut longtemps compris dans l’aire d’influence de cette ville. La crosse est celle de l’archevêque d’Arles, un des premiers seigneurs de la ville. Les deux fleurs de lis représentent les armes du roi René d’Anjou auquel l’archevêque d’Arles avait cédé ses droits sur ce territoire en 1457. |

## Lieux et monuments du patrimoine
- Étang de Magrignane, asséché.
- Étang du Pourra en partie, à l'intérieur de la réserve naturelle régionale du Pourra - Domaine du Ranquet.
- Étang de Citis.
- Étang de Lavalduc, en partie. Classé à l'Inventaire du Patrimoine Naturel de Provence-Alpes Côte d'Azur (ZNIEFF) et en Zone Importante pour la Conservation des Oiseaux.
- Oppidum de Saint-Blaise. Le site fait l’objet d’un classement au titre des monuments historiques depuis le 16 septembre 1943[26].
- L'église paroissiale Saint-Blaise fait l’objet d’une inscription au titre des monuments historiques depuis le 21 décembre 1992[27].
- La chapelle Saint-Blaise fait l’objet d’un classement au titre des monuments historiques depuis le 17 novembre 1939[28].
- L'ancienne maison des Consuls (1654) fait l’objet d’une inscription au titre des monuments historiques depuis le 28 mai 1993[29].